# IMS Global
El IMS Global Learning Consortium (IMS GLC) es una organización internacional sin ánimo de lucro que surgió en 1995 y persigue fomentar a nivel global el crecimiento y el impacto de las tecnologías del aprendizaje en los ámbitos educativos y de formación en empresas.
IMS GLC está apoyada por más de 190 organizaciones líderes en los campos de la educación y del uso de tecnologías para los procesos de enseñanza y de aprendizaje.[cita requerida] Su principal actividad consiste en desarrollar estándares (normas) para la creación, difusión e interoperabilidad de Tecnologías Educativas para el Aprendizaje. Han conseguido aprobar y publicar más de 20 estándares gratuitos que pueden ser usados libremente sin restricciones por derechos de autor.[cita requerida]
Esos estándares han sido adoptados a nivel global por universidades, Centros de Educación no-universitaria y grandes corporaciones y Administraciones Públicas de todo el mundo.

## Estándares (normas) desarrollados y ámbitos de aplicación
Destacan entre los estándares más ampliamente usados el de;
- Interoperabilidad entre Herramientas de Aprendizaje o Learning Tools Interoperability (LTI)
- Especificación de Interoperabilidad de Preguntas y Pruebas (del inglés Question & Test Interoperability, QTI)
- Empaquetado de Contenidos (Content Packaging)
- Common Cartridge
- Especificación de Servicios de Información de Aprendizaje (LIS, del inglés Learning Information Services)

### Common Cartridge
El formato Common Cartridge incluye las siguientes especificaciones:
- Empaquetado de Contenidos v1.2
- IEEE Learning Object Metadata v1.0
- IMS Inteoperabilidad entre Herramientas de Aprendizaje (LTI, del inglés Learning Tools Interoperability) v2.0
- Especificación de Interoperabilidad de Preguntas y Pruebas QTI v1.2
- SCORM v1.2 & 2004

La Common Cartridge Alliance está formada por una comunidad de instituciones comprometidas con el apoyo y la adopción del estándar Common Cartridge.